# David Ganz (Kunsthistoriker)
David Ganz (* 30. April 1970 in Stuttgart) ist ein deutscher Kunsthistoriker für die Kunst des Mittelalters.
Ab 1990 studierte David Ganz Kunstgeschichte, Philosophie und Klassische Archäologie in Heidelberg und Marburg (sowie 1993/94 in Bologna) mit dem Abschluss 1996. Er forschte 1997/98 am Kunsthistorischen Institut in Florenz und war 1998 bis 2000 mit einem Doktoranden-Stipendium der Max-Planck-Gesellschaft an der Bibliotheca Hertziana in Rom. 2000 wurde er in Hamburg promoviert. Er war danach bis 2005 Koordinator der VW-Forschungsgruppe Kulturgeschichte und Theologie des Bildes im Christentum an der Universität Münster. 
Ab 2005 war er wissenschaftlicher Assistent an der Universität Bamberg und habilitierte sich 2006 an der Universität Konstanz in Kunstgeschichte (Visio depicta. Zu Bild- und Medienkonzepten mittelalterlicher Visionsdarstellungen). 2006/07 war er Lehrstuhlvertreter in Bochum (und Junior Gastprofessor in Jena), 2010/11 Lehrstuhlvertreter in Basel und 2011 bis 2013 Lehrstuhlvertreter in Heidelberg. 2013 war er Gastwissenschaftler an der Yale University und ist seit 2013 Professor für Kunstgeschichte des Mittelalters an der Universität Zürich.
Er befasste sich unter anderem mit Visionen der Apokalypse, mit Bildersprache und Bildwahrnehmung in der mittelalterlichen Kunst und Buchkunst im Mittelalter. 2015 war er Senior Fellow am Internationalen Kolleg für Kulturtechnikforschung und Medienphilosophie in Weimar. Von 2007 bis 2013 war er Heisenberg-Stipendiat der Deutschen Forschungsgemeinschaft.

## Schriften (Auswahl)
Monographien
- Barocke Bilderbauten. Erzählung, Illusion und Institution in römischen Kirchen. 1580–1700. Michael Imhof, Petersberg 2003.
- Medien der Offenbarung. Visiondarstellungen im Mittelalter. Reimer, Berlin 2008.
- Buch-Gewänder. Prachteinbände im Mittelalter. Reimer, Berlin 2015.
- mit Ulrike Ganz: Visionen der Endzeit. Die Apokalypse in der mittelalterlichen Buchkunst. Wissenschaftliche Buchgesellschaft, Darmstadt 2016.
- Spaces of Revelation. Visions in Medieval Art (Studies in the Visual Culture of the Middle Ages). Brepols, Turnhout 2017.

Herausgeberschaften
- mit Felix Thürlemann: Das Bild im Plural. Mehrteilige Bildformen zwischen Mittelalter und Gegenwart. Reimer, Berlin 2010.
- Sehen und Sakralität in der Vormoderne. Reimer, Berlin 2011.
- mit Marius Rimmele: Klappeffekte. Faltbare Bildträger in der  Vormoderne (= Bild+Bild. Band 4). Reimer, Berlin 2016.